# ВНИИТнефть
ВНИИТнефть — всесоюзный научно-исследовательский институт по транспортировке, хранению и применению нефтепродуктов.

## История института
Всесоюзный научно-исследовательский институт по транспортировке, хранению и применению нефтепродуктов ВНИИТнефть был создан постановлением Совета Министров СССР 13 апреля 1950 года.
В 1954 году часть лабораторий Всесоюзного научно-исследовательского института по транспорту, хранению и применению нефтепродуктов (ВНИИТнефть) была объединена с Всесоюзным научно-исследовательским институтом искусственного жидкого топлива и газа (ВНИГИ), в результате чего был создан Всесоюзный научно-исследовательский институт по переработке нефти ВНИИ НП.

## Основные направления деятельности
- Научно-исследовательские работы
- Опытно-конструкторские работы
- Экспериментальное производство
- Коррозионные испытания и исследования
- Стендовые испытания
- Экспертизные исследования